# New Bomb Turks

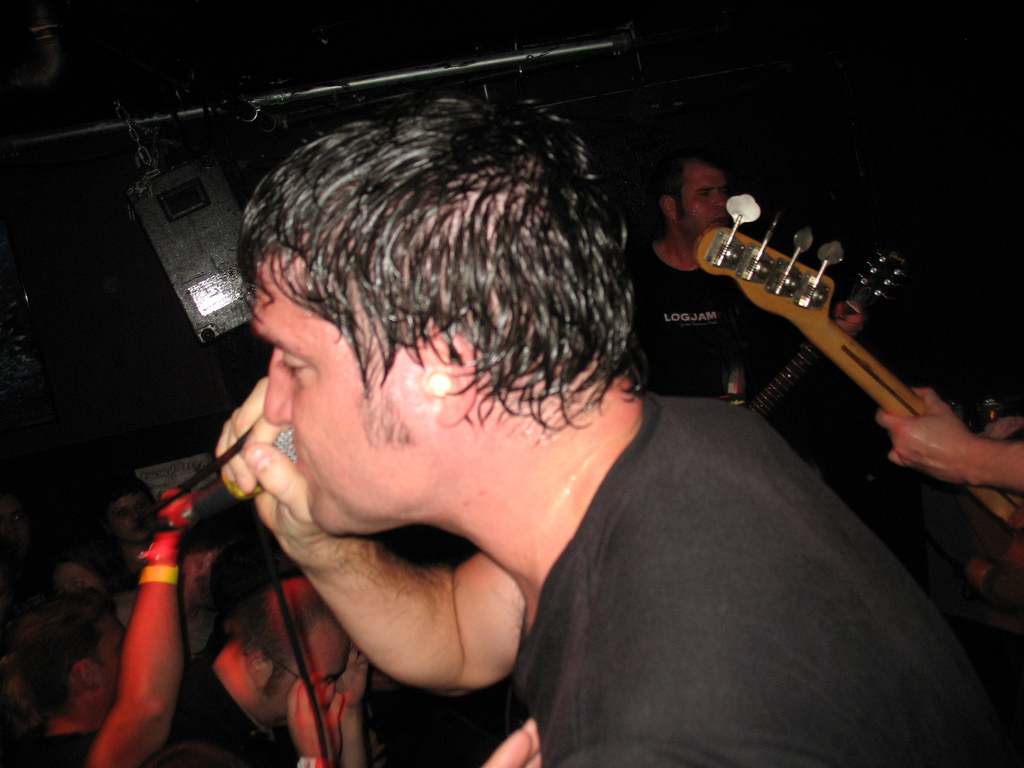
New Bomb Turks em ano 2006 em um Viver show

New Bomb Turks é uma banda americana de punk rock formada no Ohio State University em Columbus, Ohio em 1990. Os membros fundadores são Jim Weber, Eric Davidson, Bill Randt e Matt Reber. Sam Brown subistituiu o baterista Bill Randt em 1999. Sua inspiração veio das bandas Devil Dogs, Lazy Cowgirls, Union Carbide Productions, Didjits e Fluid. A revista Alternative Press descreveu seu estilo musical, dizendo, "Não só o prole-threat punk bashery e o destructo-rock encontraram novas vozes, eles foram fundidos em um nove e único terror em sua essência." Os New Bomb Turks lançaram dez Álbuns, dois EPs, e mais de vinte singles, alguns contendo músicas não disponíveis em outros lugares. Suas primeiras gravações aparecem em Datapanik, Sympathy For The Record Industry,  Get Hip e Bag of Hammers labels. A gravadora Crypt Records assinou com a banda e lançou os álbuns !!Destroy-Oh-Boy!!, Information Highway Revisited e Pissing Out The Poison. Depois assinaram com a Epitaph Records e lançaram os LPs Scared Straight, At Rope's End e Nightmare Scenario. A  Gearhead Records lançou seu próximo álbum, The Night Before the Day the Earth Stood Still. A banda ainda lançou três b-side e outtakes compilations: Pissing Out the Poison, The Big Combo e Switchblade Tongues & Butterknife Brains.
Em 2005, os New Bomb Turks abandonaram suas turnês e gravações a fim de perseguir outros interesses. O guitarrista Jim Weber, por exemplo, é agora professor de inglês de ensino médio na Hilliard Davidson High School enquanto Eric Davidson é vocalista dos Livids desde que formou a banda com outros no Brooklyn, NY no início de 2011.
O nome da banda é uma referência ao personagem de Robert Wuhl (Newbomb Turk) no filme de 1980 The Hollywood Knights.

## We Never Learn: The Gunk Punk Undergut, 1988-2001
Em 2010, Eric Davidson escreveu We Never Learn: The Gunk Punk Undergut, 1988-2001, um livro sobre cronicas do movimento punk  underground entre 1988 e 2001, particurlamente a era Gunk Punk das gravações lo-fi, garage punk e blues punk.

## Discography

### Álbuns
- !!Destroy-Oh-Boy!! (1993)
- Information Highway Revisited (1994)
- Pissing Out the Poison: Singles & Other Swill... (1995)
- Scared Straight (1996)
- At Rope's End (1998)
- Nightmare Scenario (2000)
- The Big Combo (2001)
- The Night Before the Day the Earth Stood Still (2002)
- Switchblade Tongues & Butterknife Brains (2003)

### EPs
- Drunk On Cock (EP, 1993)
- Berühren Meiner Affe (EP, 1999)
- The Blind Run (EP, 2000)

### Singles
- "So Cool, So Clean, So Sparkling Clear" (1992)
- "Trying To Get By" b/w "Last Lost Fight" (1992)
- "Bottle Island" b/w "Youngblood" (1993)
- "I Wanna Sleep" b/w "Jim" and "Up for a Downslide" (1993)
- "I'm Weak" b/w "Summer Romance" (1993)
- "The Next Big Thing" (1993)
- "So Young, So Fair, So Debonair" (1993)
- "Sharpen-Up Time" b/w "Laissez Faire Stare" (1993)
- "Gotta Gotta Sinking Feeling" b/w "Feel It" (1995)
- "My Hopes are Copacetic" b/w "Sexual Dreaming" (1995)
- "Stick It Out" b/w "(Still) Never Will" and "Job" (1996)
- "Professional Againster" b/w "Jiving Sister Fanny" (1997)
- "Snap Decision" b/w "Jaguar Ride" (1998)
- "Veronica Lake"/"Snap Decision" b/w "Double Marlon"/"Don't Kimosabe Me" (1998)
- "Raw Law" b/w "So Long Silver Lining" (live), "Hammerless Nail" (live), "Tail Crush" (live) (1998)
- "Spanish Fly by Night" b/w "Chip Away at the Stone" (2000)
- "Pretty Lightning" b/w "Buckeye Donuts" and "Law of the Long Arm" (2003)

### Splits
- "Tail Crush" and "Out of My Mind" b/w Gaunt "Volcano" and "Valentine" (1991)
- "Dogs on 45 Medley" b/w The Devil Dogs "Tattooed Apathetic Boys" (1993)
- In the Wee Small Hours, "Deathbedside Manner" b/w Sinister Six "Movin' On" (1993)
- "I Hate People" b/w Entombed "Night of the Vampire" (1995)
- "All the Right Places" b/w The Hellacopters "Lowered Pentangles (Nothing at All)" (1999)
- "Good on ya Baby" b/w The Onyas "Nightlife" (1999)

### Compilações
- Bumped By Karaoke: Datapanik's Greatest Hits Vol. II (Datapanik, 1992)
- Happy Birthday, Baby Jesus (Sympathy For The Record Industry, 1993)
- Shave The Baby: Datapanik's Greatest Hits: Volume 1 (Engine/Blackout! Records, 1993)
- Cowtown EP Volume II (Anyway Records, 1993)
- Cheapo Crypt Sampler (Crypt Records, 1994)
- Assassins Of Silence Hundred Watt Violence (Ceres Records, 1995)
- 500 Miles To Glory (Gearhead Records, 1995)
- Punk Rock Jukebox (Cherrydisc/Blackout! Records, 1995)
- Nardwuar The Human Serviette Presents: Skookum Chief Powered Teenage Zit Rock Angst (NardWuar Records, 1995)
- Glory Daze Soundtrack (Kung Fu Records, 1996)
- Punk-O-Rama 2 (Epitaph, 1996)
- Cheapo Crypt Sampler II (Crypt Records, 1997)
- Punk-O-Rama 3 (Epitaph, 1998)
- Punk-O-Rama 4 (Epitaph, 1999)
- Punk-O-Rama 5 (Epitaph, 2000)
- The Las Vegas Shakedown (Masked Superstar, 2000)
- How We Rock (Burning Heart Records, 2002)
- Smash Up Derby (Gearhead Records, 2002)
- The Gearhead Records Thingmaker (Gearhead Records, 2003)
- Motorcycle Mania 3 Soundtrack (BMG, 2004)
- Attack From the Planet of the Devil Dogs (Head Dip, 2004)
- A Fistful of Rock N Roll Volume 9 (Devil Doll, 2009)